# AvaTrade
AvaTrade — ірландська біржова брокерська компанія. Компанія пропонує торгівлю на численних ринках, включно з валютами, сировиною, фондовими індексами, акціями, фондами, що торгуються на біржі, опціонами, криптовалютами та облігаціями через свої торгівельні платформи та мобільний додаток. Компанія базується у Дубліні, керуюча компанія знаходиться на Британських Віргінських островах. AvaTrade також має офіси в Токіо, Мілані, Парижі, Сиднеї, Шанхаї та Улан-Баторі.

## Історія
AvaTrade була заснована як Ava FX у 2006 році Емануелєм Кроніцем, Негевим Нозацкі та ClalFinanceLtd.
У березні 2011 року компанія придбала неамериканських клієнтів брокера eForex. У червні 2011 року компанія придбала клієнтів та товари клієнтів за межами Європейського союзу у FinotecTrading UK Limited.
У 2013 році AvaFX змінил свою назву на AvaTrade.

## Операції
AvaTrade пропонує спотову торгівлю в основному через MetaTrader 4 (MT4) та власне програмне забезпечення AvaTrader.
У листопаді 2013 року AvaTrade представила торгівлю біткойнами з CFD на платформах  AvaTrader та MT4.

### Регулювання
AvaTrade регулюється в ЄС Центральним банком Ірландії, в Австралії – Австралійською комісією з цінних паперів т а інвестицій, в Японії – Агентством фінансових послуг, Асоціацією фінансових ф’ючерсів Японія та Японською асоціацією товарних ф’ючерсів, а на Британських Віргінських островах – Комісією з фінансових послуг Британських Віргінських островів. Компанія пропонує свої послуги трейдерам з різних країн, окрім США, Нової Зеландії, Бельгії.

## Критика
У травні 2016 року Комісія з цінних паперів Британської Колумбії в Канаді попередила про AvaTrade, оскільки ця компанія не регулюється в провінції.
У травні 2017 року Управління з цінних паперів Ізраїлю наклало штраф у розмірі 150 000 ILS (42 000 доларів США) на дочірню компанію AvaTrade в Ізраїлі.
У серпні 2017 року Управління з фінансових послуг і ринків Бельгії та брокер погодилися виплатити 175 000 євро, оскільки AvaTrade надає фінансові послуги в країні, не дотримуючись усіх вимог законодавства.
У квітні 2018 року Управління у справах споживачів та фінансів Саскачевана винесло попередження компанії через використання незареєстрованої онлайн-платформи.